# BSA Modèle L
 La BSA Modèle L est une moto britannique fabriquée par la Birmingham Small Arms Company (BSA) dans son usine située à Armory Road, Small Heath, Birmingham, en 1923 et 1924.

## Conception et développement
Lancée en 1923, le nouveau modèle à soupape latérale de 350 cm³ de BSA fut désigné modèle L. La moto était équipée d'une boîte de vitesses à trois rapports avec changement manuel et d'une transmission finale à chaîne.
Cette BSA, l’un des derniers modèles à réservoir plat, était disponible avec un moteur quatre temps à soupapes latérales ou à soupapes en tête de 349 cm³, avec alésage de 72 mm et une course de  85,5 mm. Le modèle à soupapes en tête était le premier modèle de ce type pour BSA, mais elle partageait par ailleurs tout son train de roulement avec le modèle à soupapes latérales, notamment une boîte de vitesses à engrenages constants à trois rapports et changement manuel, un carburateur Amal et un entraînement final par chaîne. Le freinage avant et arrière était obtenu par l'application d'un patin à friction sur une jante rapportée intégrée aux rayons de la roue. C'était un système courant sur les machines anciennes dérivé de la construction des freins sur les transmission par courroie. Bien que la lubrification se faisait via avec une pompe à huile mécanique, le motard pouvait ajuster le débit en fonction des conditions d'utilisation du moteur via un dispositif de réglage monté sur le réservoir qui comprenait un voyant permettant de contrôler le débit.
Au cours de sa première année d’existence, le Modèle L à soupapes latérale rencontra immédiatement le succès. Selon le "Livre des BSA" de Pitman : “To the sporting solo rider who asks for a ‘go anywhere’ mount, its records in the Scottish Six Day Trial and the International trials in Sweden in 1923 stand as recommendation.” . Le prix neuf au Royaume-Uni d'un modèle L à soupapes latérales coûtait 47 £/10 s.

## Succès en courses
La BSA Modèle L a battu des records lors des Scottish Six Days Trial et les International Trials en Suède en 1923 